# Пугачовська сільська рада (Оренбурзький район)
Пугачо́вська сільська рада (рос. Пугачёвский сельский совет) — сільське поселення у складі Оренбурзького району Оренбурзької області Росії.
Адміністративний центр — селище Пугачовський.

## Населення
Населення — 1411 осіб (2019; 1393 в 2010, 1499 у 2002).

## Склад
До складу сільської ради входять:
| Населений пункт      | Населення, осіб (2002) | Населення, осіб (2010) |
| -------------------- | ---------------------- | ---------------------- |
| Джеланди, селище     | 192                    | 176                    |
| Паника, село         | 400                    | 381                    |
| Пугачовський, селище | 907                    | 836                    |